# رؤاس
الرُّؤَاسُ أو الرُّوَاسُ أو الرُّؤَاشُ أو الرِّيوَاسُ أو السَّيُوم هو جنس نباتات عشبية مائية معمرة من الفصيلة الخيمية. يضم تسعة أنواع مقبولة وعشرات الأنواع التي لم يحسم أمرها بعد. هو نبات عشبي معمر أوراقه عريضة يكثر في الغدران والأماكن الرطبة، أوراقه وجذوره مضادة
للحفر.

## المنافع الطبية
هذه النبتة غنية جداً بالفيتامينات فيتامين ألف وفيتامين بي وفيتامين سي والصوديوم والبوتاسيوم والفسفور
والكلس وهي مشهية ومغذية تفيد مرضى الروماتيزم، وقد كان الأقدمون يسمون الكرفس «شربة الأحزان» و«بقلة الضحك» لأنه يشعر شاربه
بانشراح الصدر.

## من أنواع كرفس الماءالواطنةفيالوطن العربي
- السِّيسَارُونُ (باللاتينية: Sium sisarum)
- السَّيْنُونُ (باللاتينية: Sium amomum)
- كَرْفَسُ المَاءِ (باللاتينية: Sium latifolium)